# Чулым (Здвинский район)
Чулым— село в Здвинском районе Новосибирской области. Входит в состав Чулымского сельсовета.

## География
Площадь села — 95 гектаров.

## Население
| 2002 | 2007 | 2010 |
| ---- | ---- | ---- |
| 874  | ↘871 | ↘825 |

## Инфраструктура
В селе по данным на 2007 год функционируют 1 учреждение здравоохранения, 1 образовательное учреждение.